# Anne Frank

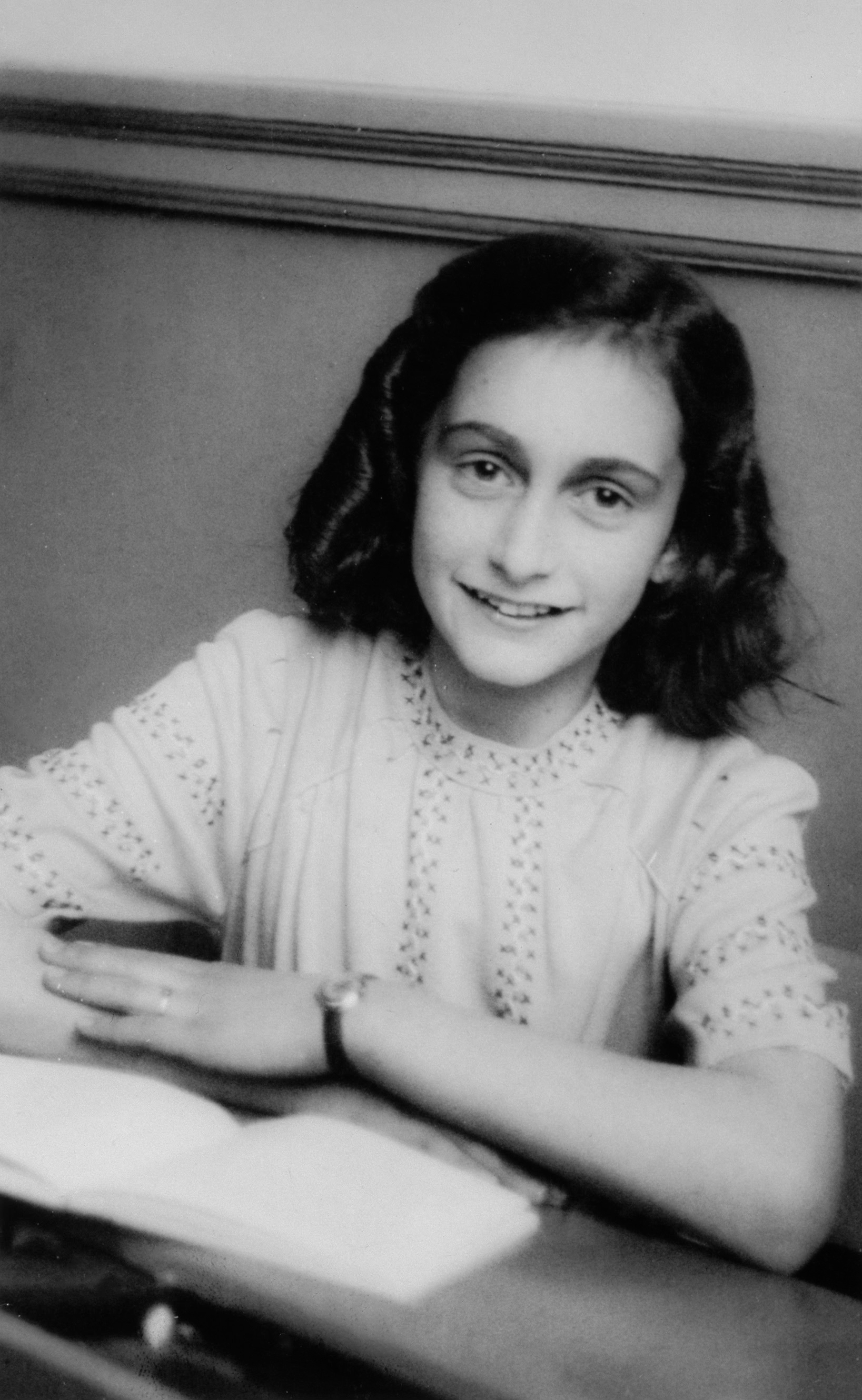
Anne Frank, 1941

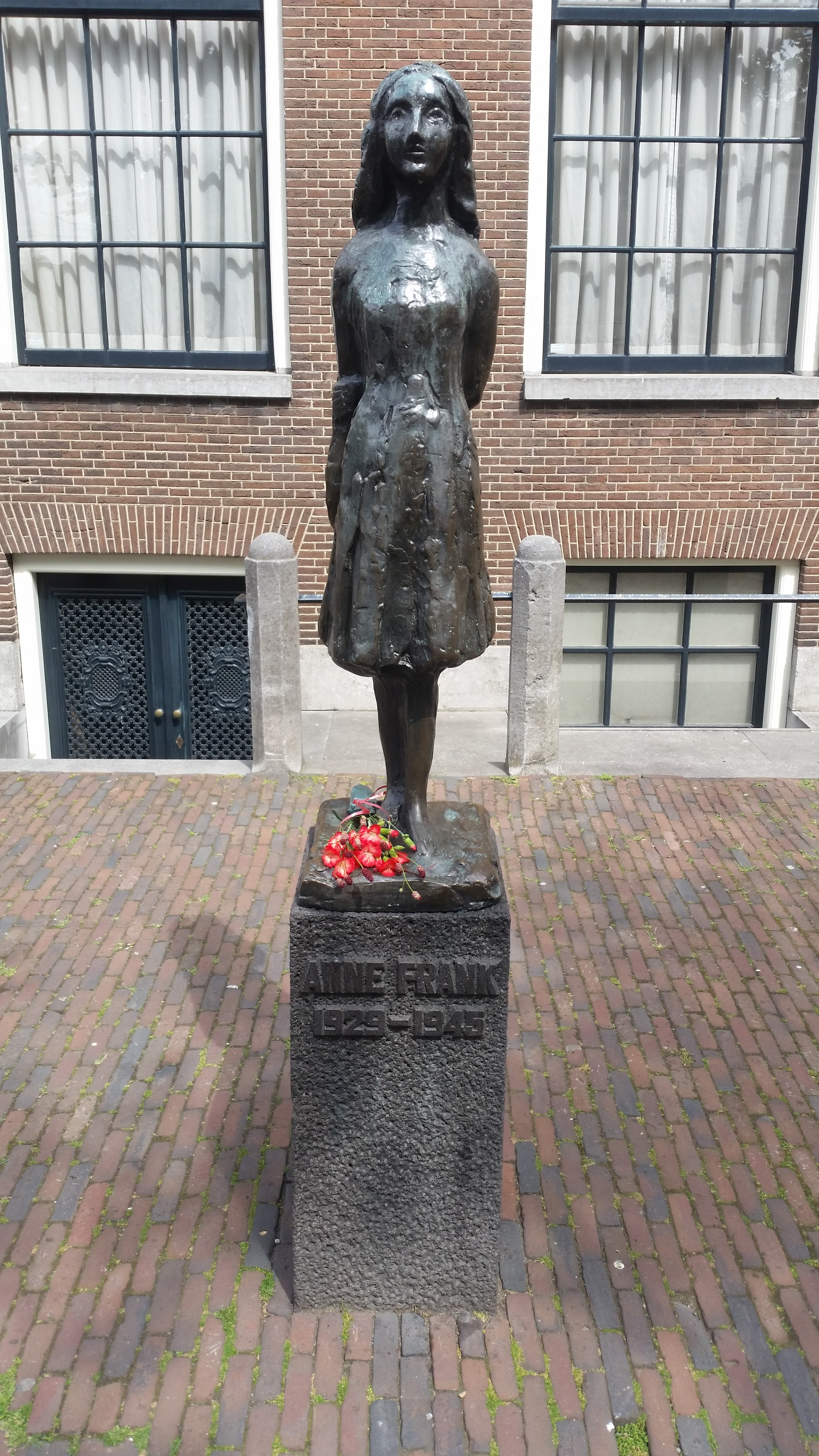
Statue in Amsterdam von Mari Andriessen, 2020

Anne Frank, eigentlich Annelies Marie Frank und geboren als Anneliese Marie Frank (* 12. Juni 1929 in Frankfurt am Main; † Februar oder Anfang März 1945 im KZ Bergen-Belsen), war eine deutsche Jüdin, die 1934 mit ihren Eltern und ihrer Schwester Margot aus Deutschland in die Niederlande auswanderte, um der Verfolgung durch die Nationalsozialisten zu entgehen, und kurz vor dem Kriegsende dem Holocaust zum Opfer fiel. Von Juli 1942 bis August 1944 lebte sie mit ihrer Familie versteckt in einem Hinterhaus in Amsterdam. Dort hielt sie ihre Erlebnisse und Gedanken in einem Tagebuch fest, das nach dem Krieg als Tagebuch der Anne Frank von ihrem Vater Otto Frank veröffentlicht wurde.
Das Tagebuch gilt als ein historisches Dokument aus der Zeit des Holocausts und die Autorin als Symbolfigur gegen die Unmenschlichkeit des Völkermordes in der Zeit des Nationalsozialismus.

## Leben

### Kindheit in Frankfurt

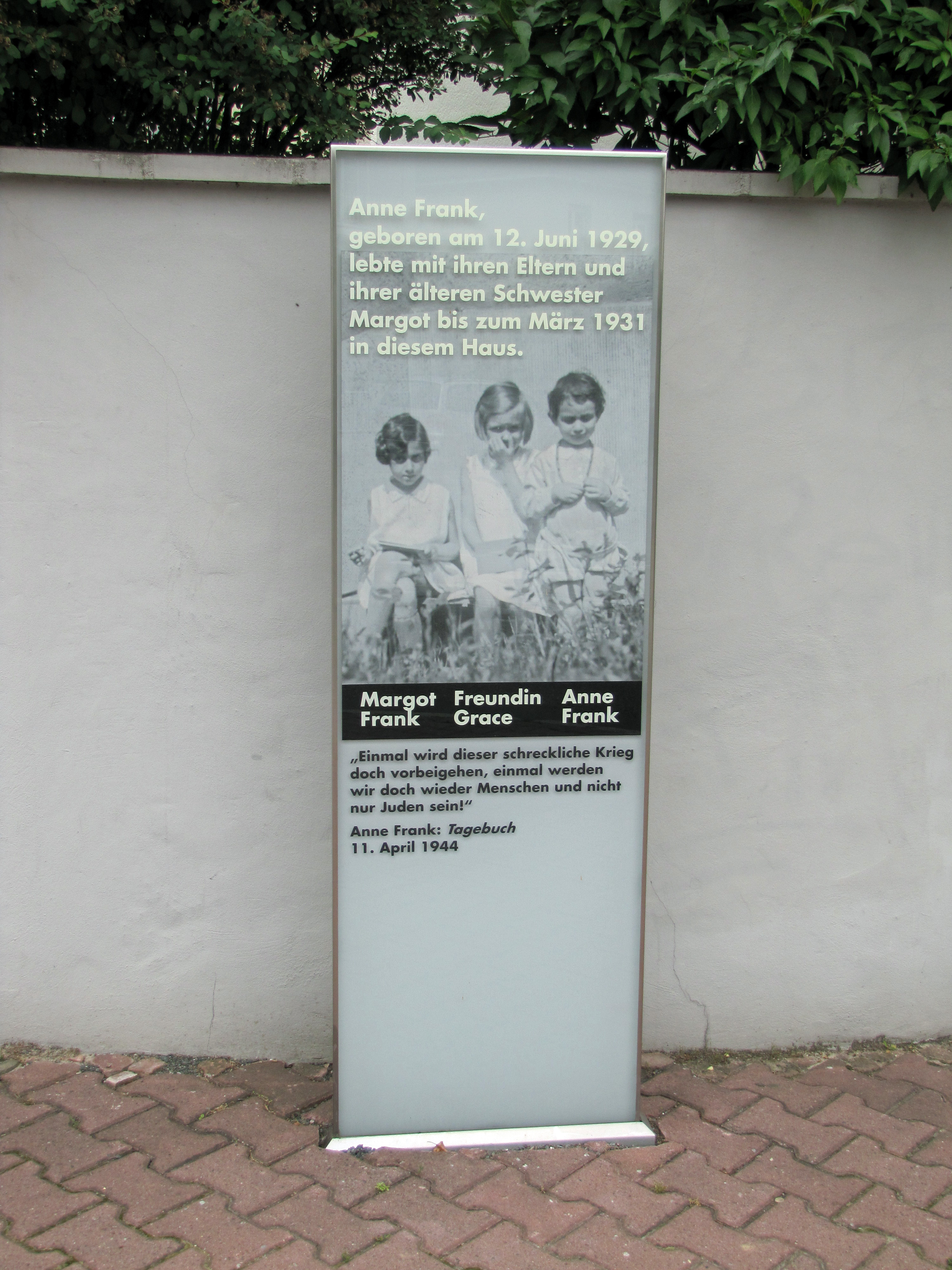
Gedenkstele in Frankfurt am Main

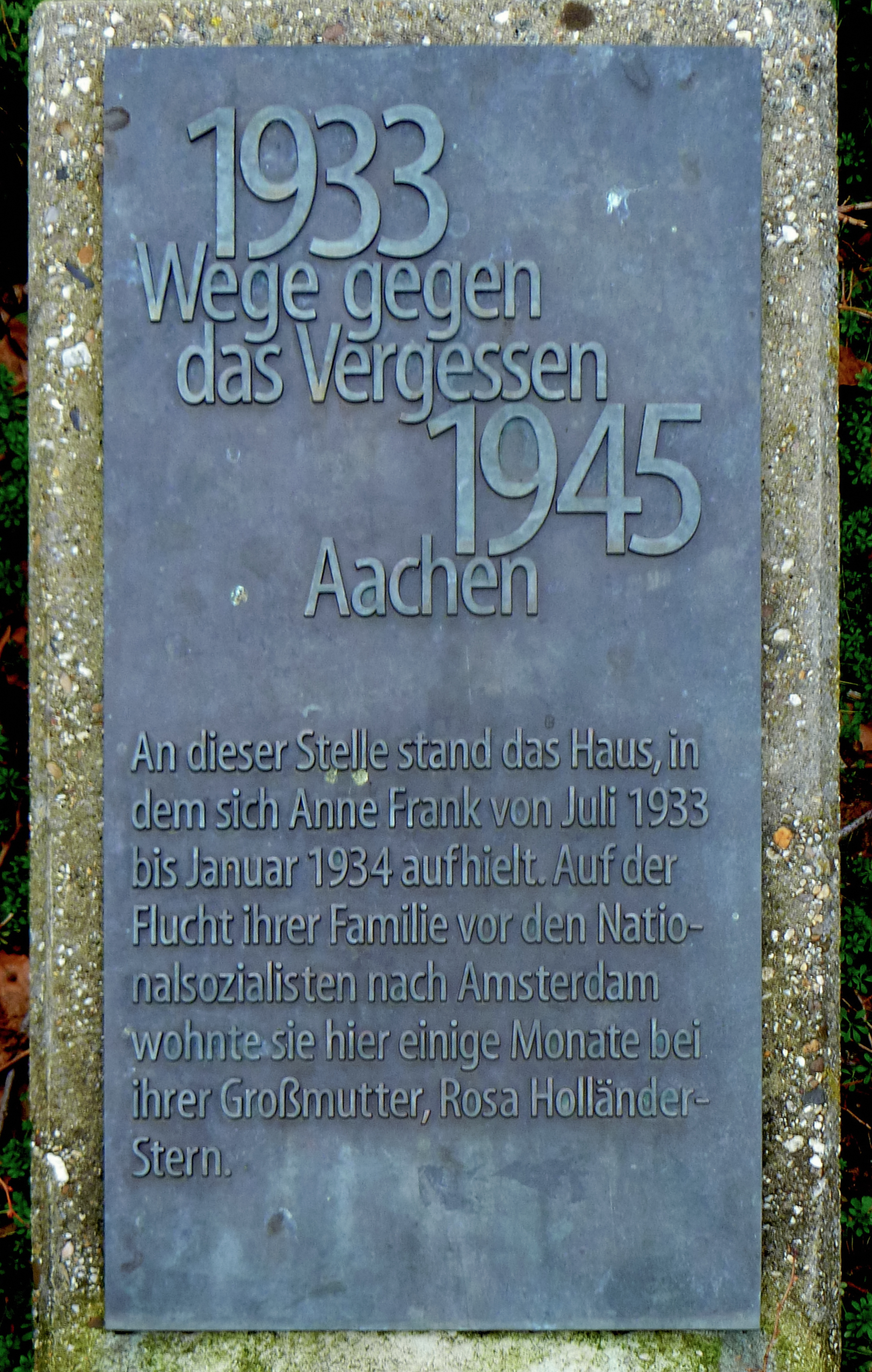
Gedenkstein Wege gegen das Vergessen in Aachen

Anne Frank wurde am 12. Juni 1929 als zweite Tochter von Otto Frank und Edith Frank-Holländer in der Klinik des Vaterländischen Frauenvereins in der Eschenheimer Anlage in Frankfurt am Main geboren. Diese Klinik wurde im Zweiten Weltkrieg zerstört. Die Familie lebte bis zu Annes zweitem Lebensjahr im Haus Marbachweg 307 und ab 1931 in der Ganghoferstraße 24 (beide Häuser liegen im Stadtteil Dornbusch und sind erhalten geblieben). In einer assimilierten Gemeinschaft von Juden und anderen Bürgern wuchsen die Kinder mit katholischen, protestantischen und jüdischen Freunden auf. Die Franks waren Reformjuden, die viele Traditionen des jüdischen Glaubens bewahrten, aber nur wenige Gebräuche pflegten. Edith war der gläubigere Elternteil, während Otto, der im Ersten Weltkrieg als Offizier aktiv gewesen war und nun als Unternehmer arbeitete, sich mehr um die Bildung seiner beiden Töchter kümmerte. Er verfügte über eine umfangreiche Privatbibliothek und animierte die Mädchen zum Lesen. Anne musste sich ständig mit ihrer drei Jahre älteren Schwester Margot vergleichen lassen. Margot galt als gutmütig, vorbildlich und zurückhaltend, während Anne vielseitig interessiert und lebhaft, aber auch oft extrovertiert und impulsiv war und sich gegenüber Margot benachteiligt fühlte. Bevor die judenfeindliche Politik der Nationalsozialisten ihr junges Leben in Unruhe brachte und schließlich völlig zerstörte, lebte sie unbeschwert mit ihrer Familie und ihren Freunden in Frankfurt. Sie konnte auch Alice Frank, ihre Großmutter väterlicherseits, in Basel besuchen. Im Jahr 1931 war sie mit Annes Tante Helene (Otto Franks Schwester, genannt Leni) und den Kindern Stephan und Bernhard nach Basel gezogen, wo ihr Mann 1929 die Schweizer Vertretung der Opekta eröffnet hatte. Anne Frank wird von ihrem Cousin Bernhard als lebendiges Kind beschrieben, das „gelacht und gelacht“ habe.
Nachdem die NSDAP am 13. März 1933 – wenige Wochen nach Hitlers Machtergreifung – bei der Kommunalwahl in Frankfurt die Mehrheit erreicht hatte, kam es am 1. April auch dort zum „Judenboykott“. Otto Frank sah große Probleme auf seine Familie zukommen, und die Eltern fragten sich besorgt, was wohl passiere, wenn sie weiter in Deutschland blieben. Später in diesem Jahr zog Edith mit den Kindern nach Aachen zu ihrer Mutter Rosa Holländer. Otto blieb zunächst in Frankfurt, erhielt dann jedoch von Robert Feix das Angebot, eine Niederlassung der Opekta in Amsterdam aufzubauen. Er zog in die Niederlande, um die Geschäfte zu arrangieren und alles für die Ankunft seiner Familie vorzubereiten.

### Exil in Amsterdam

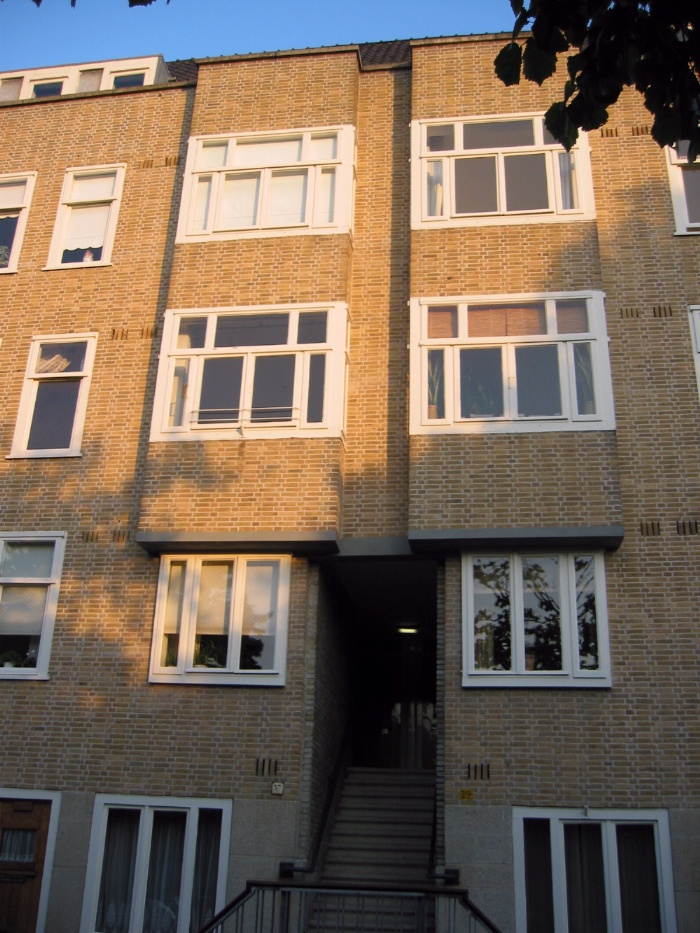
Merwedeplein 37, Wohnhaus der Franks bis 5. Juli 1942

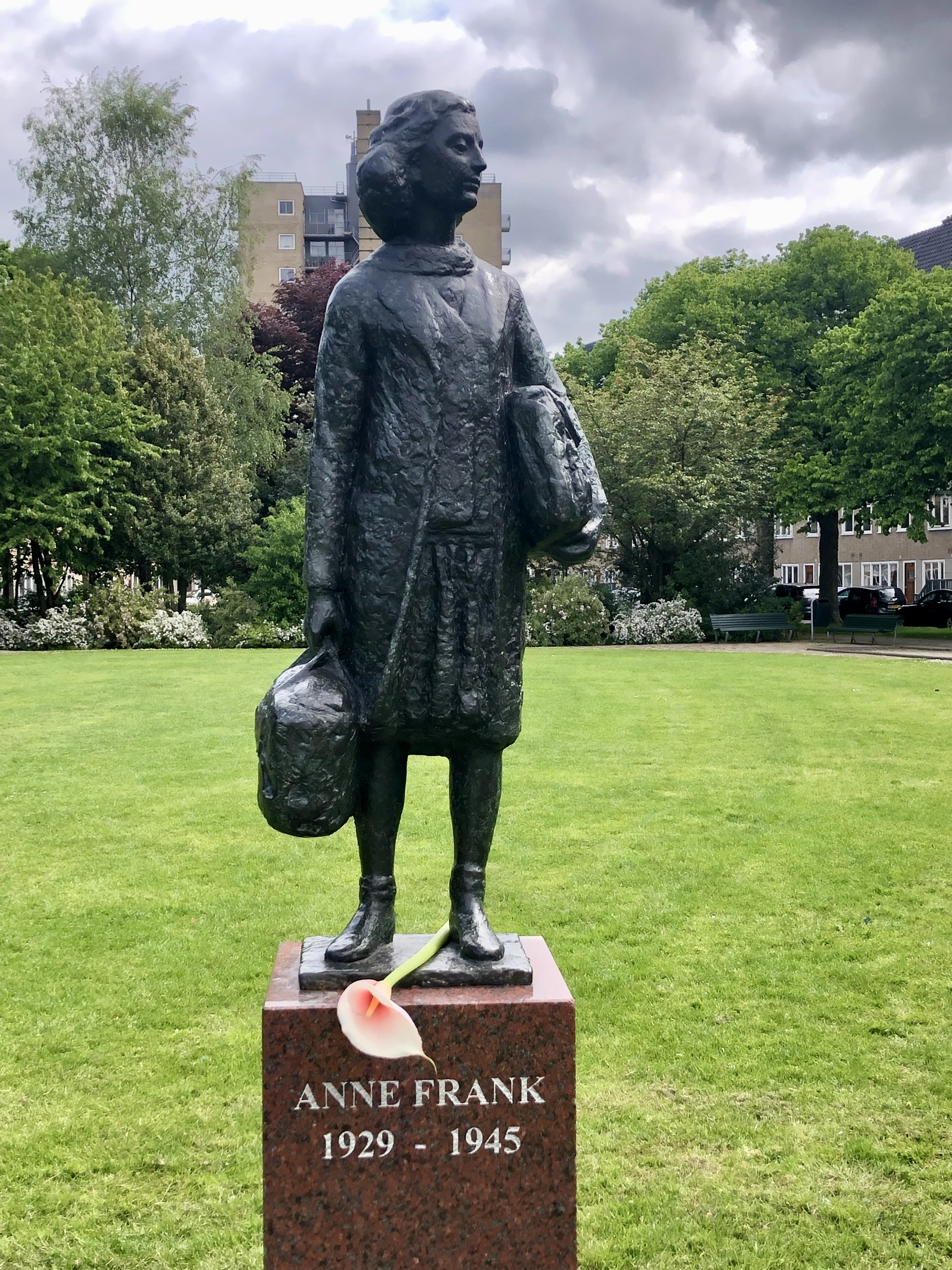
Denkmal auf den Merwedeplein

Edith kam im Herbst nach, um eine Wohnung zu suchen, Margot folgte im Dezember und Anne im Februar 1934. Sie lebten in einem Mehrfamilienhaus am Merwedeplein 37 im neuen Stadtteil Rivierenbuurt am damaligen Südrand der Stadt. Dort suchten zahlreiche jüdische Familien aus Deutschland eine neue Heimat. Sie wollten in den Niederlanden bleiben, wo sie sich vor der nationalsozialistischen Verfolgung sicherer fühlten.
Die Eltern Frank kümmerten sich im Exil weiterhin um die Bildung ihrer beiden Kinder. Margot besuchte eine öffentliche Schule und Anne wurde an der öffentlichen Montessori-Schule in der benachbarten Niersstraat angemeldet. Während Margot vor allem in Mathematik glänzte, zeigte Anne ihre Fähigkeiten beim Lesen und Schreiben. Zu Annes engsten Freunden ab 1934 zählten Hannah Goslar und Sanne Ledermann. Goslar erzählte später, dass Anne häufig heimlich schrieb und nichts über den Inhalt ihrer Schriften verraten wollte. Diese frühen Aufzeichnungen sind verloren gegangen. Aber „Hanneli“, wie Anne ihre beste Freundin nannte, war bis zu ihrem Tod im Oktober 2022 eine wichtige Zeitzeugin, deren Erinnerungen Alison Leslie Gold 1998 in einem Buch festhielt. Eine weitere Freundin, Jacqueline van Maarsen, berichtete einige Jahre später ebenfalls von ihren Erlebnissen mit Anne. In den Jahren 1935 und 1936 verbrachte Anne noch einmal recht unbeschwerte Sommerferien im Anwesen ihrer Pariser Großtante Olga Spitzer in Sils im Engadin/Segl und schloss dort Freundschaft mit einem Mädchen aus dem Ort.
Otto Frank leitete ab 1933 die niederländische Filiale der deutschen Firma Opekta. 1938 gründete er zusammen mit dem Fleischer Hermann van Pels, der mit seiner ebenfalls jüdischen Familie aus Osnabrück geflohen war, eine zweite Firma namens Pectacon, die Gewürze verkaufte. Otto war sehr bemüht, dauerhaft seinen Lebensunterhalt zu sichern, da er miterleben musste, wie die Bank seines Vaters Michael in Frankfurt, die bereits durch die Weltwirtschaftskrise 1929 geschwächt war, von den Nationalsozialisten enteignet wurde.
1939 kam Ediths Mutter zu den Franks nach Amsterdam, wo sie bis zu ihrem Tod im Januar 1942 blieb. Wie rücksichtslos die Nationalsozialisten vorgingen, erfuhren die Franks aus erster Hand von Ediths Bruder Walter Holländer, der im Rahmen der Novemberpogrome 1938 festgenommen und ins KZ Sachsenhausen gebracht worden war, bevor er mit einer Sondergenehmigung in die Niederlande reisen durfte. Otto Frank ließ sich jedoch durch die schockierenden Berichte über die brennenden Synagogen nicht von seiner optimistischen Einstellung abbringen. Er bezeichnete das Ereignis als „Fieberanfall“, der alle Beteiligten zur Vernunft bringen müsse. Die Hoffnung verwandelte sich jedoch in Angst, als mit dem Überfall auf Polen im September 1939 der Zweite Weltkrieg ausbrach.

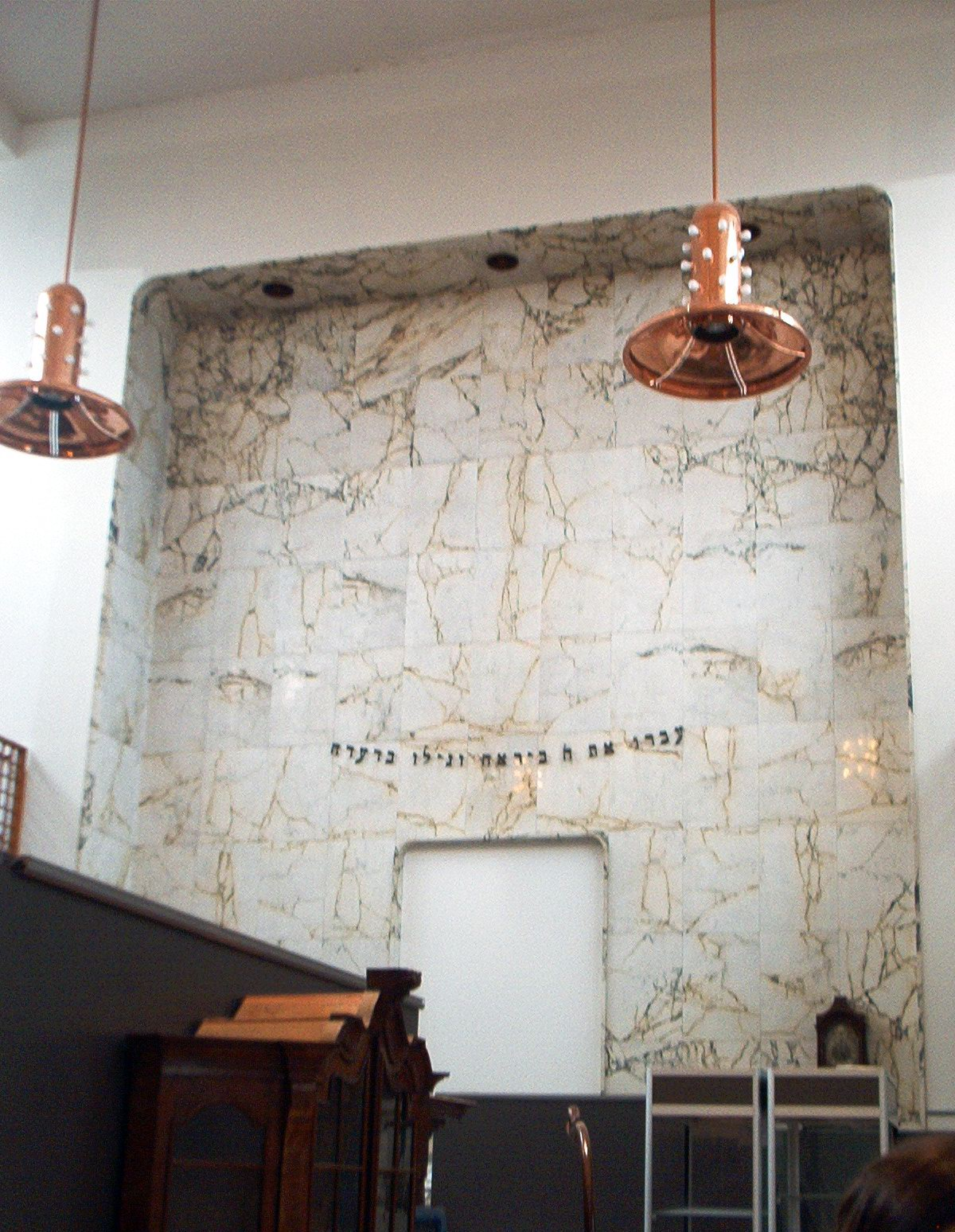
Inneres der von den Franks besuchten Synagoge im Stadtteil Rivierenbuurt

Die Flüchtlinge vor dem Nationalsozialismus waren besorgt, dass auch die Niederlande, die versuchten ihre Neutralität zu wahren, von Hitlers Expansionsdrang gefährdet seien. Am 10. Mai 1940 wurden die Niederlande von der deutschen Wehrmacht angegriffen und besetzt. Die niederländischen Streitkräfte kapitulierten und Königin Wilhelmina floh nach London ins Exil. Schnell wurde deutlich, dass den Juden in den Niederlanden das gleiche Schicksal bevorstand wie in den anderen besetzten Gebieten. Otto und Edith Frank konnten die Probleme nicht länger vor ihren Kindern verborgen halten. Bisher hatten die Eltern versucht, ihre Töchter abzuschirmen, um eine gewisse Normalität zu bewahren, aber Anne verstand nun die Welt nicht mehr. Aufgeben passte nicht zu ihrem kämpferischen Charakter; sie war es gewohnt, ihre Meinung durchzusetzen. Wie im Jahr 2007 entdeckte Briefe belegen, versuchte Otto Frank mehrmals, Asyl in den Vereinigten Staaten oder Kuba zu erhalten, u. a. mit Hilfe seines Freundes Nathan Straus, der Kontakt zur First Lady Eleanor Roosevelt hatte; die Bemühungen waren jedoch erfolglos.
Durch das Reichsbürgergesetz verlor die Familie Frank dort 1941 ihre deutsche Staatsbürgerschaft und wurde staatenlos.
Immer neue Judengesetze nahmen ihnen zunehmend ihre Rechte. Sie wurden vom gesellschaftlichen Leben und allen öffentlichen Einrichtungen ausgeschlossen. Das Kino-Verbot traf Anne, die mit Begeisterung Fotos von Filmstars sammelte, besonders hart. Mit ihren jüdischen Mitschülern musste sie nun eine besondere Schule, das Lyzeum, besuchen, wodurch sie von vielen Freunden getrennt wurde. Alle Juden mussten sich und später sogar ihre Fahrräder registrieren lassen. Als sie durch die Verpflichtung, den Judenstern tragen zu müssen, gebrandmarkt wurden, solidarisierten sich viele Niederländer mit ihnen. Allerdings bestand schon vor dem Machtantritt Hitlers eine niederländische nationalsozialistische Partei. Um seine Firmen vor den strengen Kontrollen der Wirtschaftsprüfung zu schützen, übergab Otto Frank die Leitung pro forma an seine Mitarbeiter Johannes Kleiman und Victor Kugler.
Am 12. Juni 1942 bekam Anne zum 13. Geburtstag ein rot-weiß kariertes Poesiealbum, das sie ihrem Vater in einem Geschäft gezeigt hatte und unverzüglich als Tagebuch benutzte. Noch am selben Tag begann sie in niederländischer Sprache ihr Tagebuch und nannte es Kitty.

### Versteck im Hinterhaus

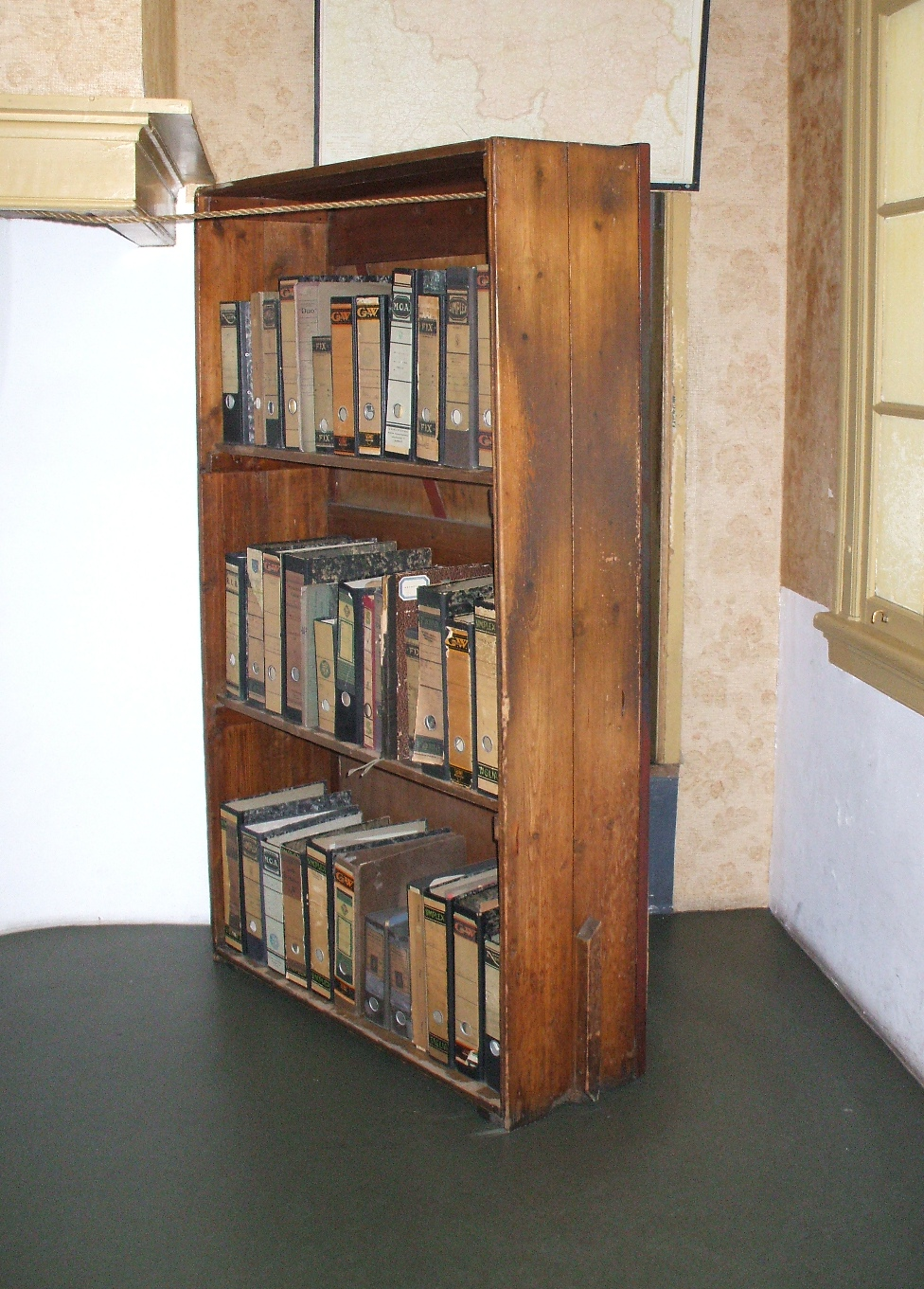
Rekonstruktion der Bücherregal-Tür zum Versteck im Hinterhaus

Otto Frank hatte im Hinterhaus der Firma in der Prinsengracht 263, Amsterdam, ein Versteck vorbereitet, wie es sein Mitarbeiter Kleiman vorgeschlagen hatte. Das unauffällige Hauptgebäude in der Nähe der Westerkerk war alt und typisch für dieses Viertel von Amsterdam. Das Achterhuis ist ein dreistöckiges Gebäude an der Rückseite des Gebäudes. Auf der ersten Etage gab es zwei kleinere Zimmer mit Bad und Toilette, darüber ein großes und ein kleines Zimmer; von letzterem führte eine Leiter auf den Dachboden. Die Tür zum insgesamt rund 50 m² großen Hinterhaus, das über eine steile Treppe mit dem Gang vor den Büroräumen verbunden war, wurde mit einem Bücherregal verdeckt.
Otto Frank hatte seine Sekretärin Miep Gies (geb. Hermine Santrouschitz) zuvor um Hilfe gebeten. Obwohl sie davon ausgehen musste, als Judenhelfer bestraft zu werden, wenn die versteckten Juden entdeckt würden, sagte sie zu und übernahm die schwierige Verantwortung. Zusammen mit ihrem Mann Jan Gies, Ottos Mitarbeitern Kugler und Kleiman sowie Bep Voskuijl half sie den Bewohnern des Hinterhauses.
Die Lage der Familie Frank spitzte sich zu, als Margot Frank am 5. Juli 1942 einen Aufruf von der Zentralstelle für jüdische Auswanderung in Amsterdam erhielt, wonach sie sich beim Reichsarbeitsdienst melden musste, andernfalls würde die ganze Familie Frank verhaftet. Infolgedessen beschloss Otto Frank, früher als geplant mit seiner Familie unterzutauchen. Bereits am nächsten Tag, dem 6. Juli, begann daher für die ganze Familie ein Leben im Untergrund, da eine Flucht aus den besetzten Niederlanden unmöglich erschien. Als Annes Freund Helmut „Hello“ Silberberg sie zu Hause besuchen wollte, traf er sie nicht mehr an. Zur Tarnung hatte die Familie ihre bisherige Wohnung unordentlich zurückgelassen und einen Zettel hinterlegt, um eine plötzliche Flucht in die Schweiz vorzutäuschen. Nach einer Woche folgte die Familie van Pels ins Achterhuis und im November 1942 kam noch der Zahnarzt Fritz Pfeffer dazu.
| Name                  | Pseudonym                                           | Geboren                               | Gestorben                                             |
| --------------------- | --------------------------------------------------- | ------------------------------------- | ----------------------------------------------------- |
| Otto Frank            | Frederik Aulis / Robin (bei Anne)                   | 12. Mai 1889 in Frankfurt am Main     | 19. August 1980 in Birsfelden bei Basel               |
| Edith Frank-Holländer | Nora Aulis / Robin (bei Anne)                       | 16. Januar 1900 in Aachen             | 6. Januar 1945 im KZ Auschwitz-Birkenau               |
| Margot Betti Frank    | Betty Aulis / Robin (bei Anne)                      | 16. Februar 1926 in Frankfurt am Main | Anfang März 1945 im KZ Bergen-Belsen                  |
| Annelies Marie Frank  | Anne Aulis / Robin (bei Anne)                       | 12. Juni 1929 in Frankfurt am Main    | Anfang März 1945 im KZ Bergen-Belsen                  |
| Hermann van Pels      | Hans van Daan (bei Anne) Hermann van Daan (im Buch) | 31. März 1898 in Gehrde               | 3. Oktober 1944 im KZ Auschwitz-Birkenau              |
| Auguste van Pels      | Petronella van Daan                                 | 29. September 1900 in Buer            | 9. April 1945 in Raguhn, Außenlager des KZ Buchenwald |
| Peter van Pels        | Alfred van Daan (bei Anne) Peter van Daan (im Buch) | 8. November 1926 in Osnabrück         | 10. Mai 1945 im KZ Mauthausen                         |
| Fritz Pfeffer         | Albert Dussel                                       | 30. April 1889 in Gießen              | 20. Dezember 1944 im KZ Neuengamme                    |

| Name                              | Pseudonym                  | Geboren                             | Gestorben                             |
| --------------------------------- | -------------------------- | ----------------------------------- | ------------------------------------- |
| Miep Gies-Santrouschitz           | Anne van Santen (bei Anne) | 15. Februar 1909 in Wien            | 11. Januar 2010 in Hoorn              |
| Jan Gies                          | Henk van Santen (bei Anne) | 18. Oktober 1905 in Amsterdam       | 26. Januar 1993 in Amsterdam          |
| Victor Kugler                     | Harry Kraler (bei Anne)    | 5. oder 6. Juni 1900 in Hohenelbe   | 16. Dezember 1981 in Toronto          |
| Johannes Kleiman                  | Simon Koophuis (bei Anne)  | 17. August 1896 in Koog aan de Zaan | 28. oder 30. Januar 1959 in Amsterdam |
| Elisabeth „Bep“ van Wijk-Voskuijl | Elly Kuilmans (bei Anne)   | 5. Juli 1919 in Amsterdam           | 6. Mai 1983 in Amsterdam              |

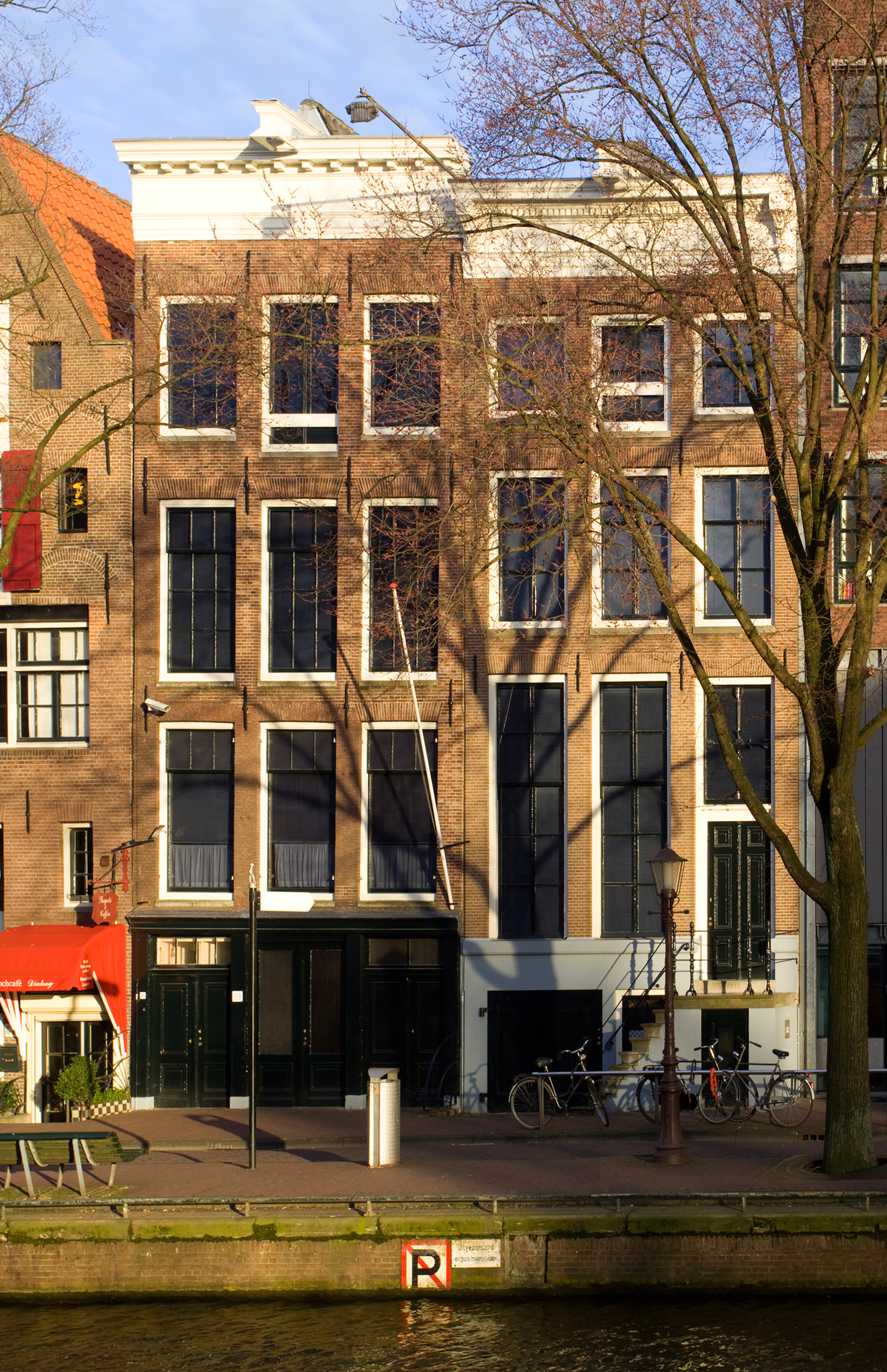
Prinsengracht 263, Amsterdam, in dessen Hinterhaus sich die Familie versteckte

Zwar hofften die Versteckten zunächst, nach ein paar Wochen oder Monaten wieder frei zu sein, sie verbrachten jedoch schließlich etwas mehr als zwei Jahre im Hinterhaus. Während dieser Zeit konnten sie nicht das Haus verlassen und durften keine Aufmerksamkeit erregen (z. B. durch laute Geräusche). Die angespannte Atmosphäre im Hinterhaus, wo die Versteckten in ständiger Angst und Ungewissheit lebten, führte immer wieder zu Unruhe und Spannungen. Zunehmend manifestierten sich in dieser Zeit persönliche Konflikte. So ärgerte sich Anne über Fritz Pfeffer, der mit ihr ein Zimmer teilte und damit ihre Privatsphäre störte. Sie benutzte für ihn deshalb das Pseudonym „Dussel“ (Dummkopf), ohne zu beachten, dass es auch für den Zahnarzt, der von seiner nicht-jüdischen Partnerin Charlotte Kaletta getrennt war und sich um sie Sorgen machte, nicht einfach war. Anne geriet häufig in Konflikte mit ihrer Mutter, weil sich Edith zunehmend verzweifelt und hoffnungslos zeigte, was nicht zu Annes Charakter passte. Otto musste vermitteln. Für Anne war es besonders schwierig, weil sie ausgerechnet zu Beginn ihrer Pubertät, die in anderen Fällen von einer launischen und rebellischen Stimmung geprägt ist, mit ihren Eltern eingesperrt war und sich diszipliniert und angepasst verhalten musste.
Miep Gies besorgte nicht nur Lebensmittel, sondern informierte die acht Untergetauchten auch über das aktuelle Kriegsgeschehen. Mittags trafen sich die Helfer mit den Versteckten zum gemeinsamen Mittagessen und abends, wenn die anderen Angestellten der Firma das Gebäude verlassen hatten, konnten Anne und die anderen ins Vorderhaus kommen. In Otto Franks altem Privatbüro hörten sie die Nachrichten des BBC-Hörfunks, die sie zunehmend verunsicherten. Am 15. Juli 1942 fuhr der erste Zug nach Auschwitz, und den Juden wurde die Staatsbürgerschaft aberkannt.
Anne Frank las im Versteck viele Bücher, schulte ihren Stil daran und entwickelte sich schnell vom eigenwilligen „Backfisch“ zur eigenständigen Schriftstellerin. Ihre schriftstellerischen Fähigkeiten und ihr Selbstbewusstsein als Autorin wuchsen. Der Aufruf der niederländischen Exilregierung in London, die Dokumente der Besetzung zu sammeln, war der Anstoß für Anne, die Tagebuchaufzeichnungen zu überarbeiten. Dafür benutzte sie lose Blätter. Am 11. Mai 1944 schrieb sie, dass sie nach dem Krieg auf jeden Fall ein Buch mit dem Titel „Das Hinterhaus“ herausbringen wollte. Sie bezweifelte, dass Otto Edith wirklich liebte, und vermutete, dass er sie eher aus Vernunft geheiratet habe. Anne selbst begann sich für den zunächst als zu schüchtern und langweilig beschriebenen Peter van Pels zu interessieren, aber nach einem kurzen stürmischen Intermezzo mit einigen Zärtlichkeiten war die Beziehung schnell beendet. Aus dem Tagebuch geht auch hervor, dass Anne über die Deportationen und das auf Juden ausgesetzte Kopfgeld Bescheid wusste, von denen sie wenige Tage nach ihrem letzten Eintrag selbst betroffen war.

### Verrat
Es galt lange als gesichert, dass das Versteck verraten wurde. Der Täter wurde nie sicher identifiziert. Lange Zeit galt der Lagervorarbeiter Wilhelm van Maaren (1895–1971), der 1943 der Nachfolger von Bep Voskuijls erkranktem Vater geworden war, als Hauptverdächtiger. Er hatte eine Geldbörse gefunden, die Hermann van Pels zuvor im Lager verloren hatte, und daraufhin Verdacht geschöpft. Zwei Untersuchungen ergaben keine ausreichenden Indizien, deshalb kam es nie zu einer Anklage. Van Maaren war kein Antisemit. Er selbst hatte seinen Sohn während des Krieges versteckt, weil dieser sich nicht zum Arbeitsdienst melden wollte. In der Firma galt er aber als gefährlich, weil er misstrauisch war, herumschnüffelte und gegenüber Miep Gies mit angeblichen Verbindungen zur Gestapo prahlte. Vor allem Kugler, Kleiman und Voskuijl verdächtigten ihn. Später stellte sich heraus, dass er stahl.
Bei einer Untersuchung bestritt er 1948 den Verrat. Daraufhin sprach die ermittelnde Politieke Recherche Afdeling ihn auf Bewährung frei. 1949 legte er Berufung ein und wurde vom Bezirksgericht bedingungslos freigesprochen. Zwischen November 1963 und November 1964 stand er erneut als Verdächtiger vor Gericht, als das Criminal Investigation Department den SD-Oberscharführer Karl Josef Silberbauer, der die Versteckten festgenommen hatte, aufspürte und den Fall neu aufrollte. Silberbauer konnte weder van Maaren identifizieren noch irgendwelche neuen Informationen liefern, weil sein Vorgesetzter (der sich nach der deutschen Niederlage das Leben genommen hatte) ihm den Namen des Informanten nicht mitgeteilt hatte. Van Maaren war der am häufigsten untersuchte Verdächtige in diesem Fall und beharrte bis zu seinem Tod 1971 auf seiner Unschuld.
Die zweite verdächtigte Person war Lena van Bladeren-Hartog († 1963), die als Putzfrau in der Firma arbeitete. Ihr Mann Lammert, der als Gehilfe unter van Maaren angestellt war, hatte von dessen Beobachtungen erfahren und seiner Frau davon erzählt. Lena erzählte es Anna Genot, die ihrerseits Kleiman informierte. Anna und ihr Mann Petrus gaben außerdem an, dass sie schon 1942 angesichts der großen Mengen Milch und Brot, die in der Firma angeliefert wurden, Verdacht geschöpft hätten. Zu dem Verdacht gegen Lena passte die Aussage, dass die Meldung über die versteckten Juden von einer weiblichen Stimme gekommen sei. Auch ihr konnte keine Schuld nachgewiesen werden. Melissa Müller nannte sie zwar 1998 als Informantin, nahm die Behauptung 2003 aber zurück, als die britische Historikerin Carol Ann Lee ihr widersprach und eine Untersuchung des Niederländischen Instituts für Kriegsdokumentation (NIOD) zu keinem eindeutigen Ergebnis kam.
Lee präsentiert in ihrem Buch The hidden life of Otto Frank 2002 einen neuen Namen, den niederländischen Juden-Kopfgeldjäger Anton Ahlers (1917–2000). Kopfgeldjäger waren zur Zeit der Besatzung zahlreich und verdienten mit den Verhaftungsprämien ihren Lebensunterhalt. Lees Recherchen ergaben, dass der potenzielle Verräter, der als Informant für Kurt Döring im Amsterdamer Hauptquartier der Gestapo arbeitete, den Vater Otto Frank erpresst haben soll. Die Theorie ist allerdings umstritten. Das NIOD glaubt nicht daran, da die Vermutungen nur auf Aussagen von Ahlers selbst und seiner Familie beruhen (seine Frau Martha wies die Vorwürfe zurück, sein Bruder Cas bestätigte sie). Da Ahlers nur mit dem Verrat des Verstecks geprahlt hatte, gibt es keinen gesicherten Beweis.
2009 untersuchte der niederländische Journalist Sytze van der Zee in seinem Buch Vogelvrij – De jacht op de joodse onderduiker unter anderem mit der Frage, ob Ans van Dijk diejenige gewesen sein könnte, die Anne Frank und ihre Familie verriet. Van Dijk war selbst Jüdin und lieferte dem Bureau Joodsche Zaken untergetauchte Juden aus, die sie zuvor in eine Falle gelockt hatte, indem sie ihnen versprach, sie zu verstecken. Laut van der Zee habe Otto Frank gewusst, dass die Verräterin eine Frau gewesen sei, und auch, dass sie eine Jüdin war. Er habe geschwiegen, um Vorurteilen keinen Vorschub zu leisten. Van der Zee konnte diese Frage nicht zweifelsfrei klären. Ans van Dijk war nach dem Krieg die einzige Frau unter 39 Personen, die wegen Verbrechen zur Kriegszeit hingerichtet wurde.
Im April 2015 wurde eine weitere Theorie publik, aufgestellt von Joop van Wijk, dem Sohn von Bep Voskuijl. Demnach soll seine Tante Hendrika Petronella, genannt Nelly († 2001), die jüngere Schwester von Bep Voskuijl, das Versteck verraten haben. Bep kümmerte sich um die Menschen im Versteck; Nelly kollaborierte mit deutschen Besatzern. Im Oktober 1945 wurde sie darum verhaftet und saß bis 1953 im Gefängnis von Groningen ein. Bep war, im Gegensatz zu Miep Gies, zeitlebens kaum für Interviews und Stellungnahmen zu Anne Frank und dem Versteck im Hinterhaus bereit.
Im Dezember 2016 veröffentlichte die Stiftung, die das Anne-Frank-Haus verwaltet, eine neue Untersuchung mit alternativen Erklärungen für das Auffinden der Versteckten. Statt durch einen Verrat könnten Anne Frank und die anderen im Hinterhaus untergetauchten Juden aus wirtschaftlichen Gründen entdeckt worden sein. Der Polizeieinsatz richtete sich möglicherweise gegen einen Schwarzhandel mit rationierten Essensmarken. Anne Frank erwähnte in ihrem Tagebuch selbst die beiden Händler Martin Brouwer und Pieter Daatzelaar. Ermittlungen wegen Schwarzarbeit in der Prinsengracht 263 wären ein weiteres Motiv für die Durchsuchung. Dafür spricht die Anwesenheit von Gezinus Gringhuis, der Silberbauer begleitete und in einer Spezialeinheit für Wirtschaftskriminalität arbeitete. Außerdem wurden Kugler und Kleiman wegen „Judenbegünstigung“ bzw. „Arbeitsverweigerung“ verhaftet.
Im Januar 2022 stellte ein Team von Cold-Case-Ermittlern, ins Leben gerufen von dem niederländischen Dokumentarfilmer Thijs Bayens und geleitet von dem pensionierten FBI-Ermittler Vince Pankoke, eine neue Hypothese auf. Ihren Ermittlungen zufolge habe mit hoher Wahrscheinlichkeit ein Mitglied des Judenrats Amsterdam, der Notar Arnold van den Bergh (1886–1950), den deutschen Besatzern eine Liste mit Verstecken von Juden in Amsterdam übergeben, um das Leben seiner eigenen Familie zu retten. Hauptindiz für diese Hypothese ist die Kopie eines anonymen Briefes von 1946 an Otto Frank, in dem der Name des Notars genannt wird. Diese Theorie ist jedoch umstritten. Mehrere Historiker äußerten Zweifel an den Schlussfolgerungen und verwiesen auf nach ihrer Recherche Fehler und Ungenauigkeiten in der Untersuchung. So gebe es keinerlei Beweise, dass der Judenrat im Zweiten Weltkrieg Listen mit Adressen von Verstecken von Juden aufgestellt habe, sagte Johannes Houwink ten Cate, Professor für Holocaust- und Genozidstudien. Die Literaturwissenschaftlerin Dara Horn ordnet diese Theorie in den Topos der Holocaust Inversion ein, einer Form der Täter-Opfer-Umkehr, die Juden zu Opfern jüdischer Täter mache. Der niederländische Schriftsteller Leon de Winter schrieb in einem Beitrag für die Neue Zürcher Zeitung: „Es gibt keinen faktischen Beweis für van den Berghs Verrat. […] Das Buch «The Betrayal of Anne Frank» schiebt die Schuld am grausamen Tod von Anne Frank einem unschuldigen Juden in die Schuhe. Das Buch selber ist ein Verbrechen.“ Yves Kugelmann vom Anne Frank Fonds in Basel bezeichnete die Arbeit dieser Ermittlergruppe als „dilettantisch“.

### Verhaftung
Wer den entscheidenden Hinweis gab, wurde nie abschließend geklärt, aber es gilt als sicher, dass die Ordnungspolizei unter Führung von Silberbauer am Morgen des 4. August 1944 gegen 10 Uhr in der Prinsengracht erschien, nachdem ein Anruf bei der Gestapo eingegangen war. Die Helfer konnten die Juden nun nicht mehr schützen und mussten Silberbauer das Versteck zeigen. Kugler und Kleiman wurden in das SD-Gefängnis in der Euterpestraat gebracht. Sie kamen am 11. September 1944 ins Polizeiliche Durchgangslager Amersfoort. Kleiman wurde am 18. September 1944 aus gesundheitlichen Gründen entlassen, Kugler gelang am 28. März 1945 die Flucht. Bep Voskuijl konnte das Chaos bei der Festnahme nutzen, um mit einigen Dokumenten, die auf Verbindungen zum Schwarzmarkt hinwiesen, zu fliehen. Miep Gies sammelte die Blätter mit Annes Aufzeichnungen, die Silberbauer bei seiner Suche nach Geld und Schmuck der Gefangenen auf dem Boden verstreut hatte, und verwahrte sie in einer Schublade, um sie nach dem Krieg an Anne zurückzugeben.
Die Versteckten wurden zunächst bei der Gestapo verhört und über Nacht festgehalten. Am 5. August brachte man sie in das überfüllte Gefängnis in der Weteringschans. Zwei Tage später kamen sie ins Durchgangslager Westerbork. Sie mussten in den Strafbaracken harte Arbeit verrichten. Die Frauen arbeiteten – von den Männern getrennt – in einer Batterien-Abteilung. Sie lebten in der Hoffnung, sich durch die Arbeit unentbehrlich zu machen und so einem noch schlimmeren Schicksal zu entgehen. Sie hörten Gerüchte über Fortschritte der Westalliierten nach der Landung in der Normandie und über Transporte in Konzentrationslager und Vernichtungslager im Osten. Am 2. September wurden die Familien Frank und van Pels beim Appell zum Transport in das KZ Auschwitz ausgewählt.

### Auschwitz und Bergen-Belsen, Tod und Gedenken
Die beiden Familien Frank und van Pels waren im letzten Zug, der von Westerbork nach Auschwitz gefahren war. Der Zug fuhr am 3. September 1944 mit 1.019 Juden ab und erreichte Auschwitz zwei Tage später. An der Rampe sahen sich die Männer und Frauen zum letzten Mal. Alle Bewohner des Hinterhauses überlebten die Selektion. Hermann van Pels wurde mit ziemlicher Sicherheit am 3. Oktober 1944, nach einer Selektion im Krankenlager, wohin er sich wegen einer Verletzung begeben hatte, in der Gaskammer ermordet. Auguste van Pels wurde über das KZ Bergen-Belsen und KZ Buchenwald am 9. April 1945 ins Ghetto Theresienstadt gebracht und starb auf dem Weg dorthin. Peter van Pels wurde am 16. Januar 1945 auf einen Todesmarsch von Auschwitz zum KZ Mauthausen geschickt, wo er kurz vor der Befreiung starb. Edith Frank starb am 6. Januar 1945 in Auschwitz an Hunger und Erschöpfung. Zuvor hatte sich Rosa de Winter um Annes Mutter gekümmert und sie in eine Krankenbaracke gebracht.
Anne war drei Monate vor der Ankunft in Auschwitz 15 Jahre alt geworden und entging damit dem direkten Tod. 549 der 1.019 Passagiere – darunter alle Kinder unter 15 Jahren – kamen direkt in die Gaskammern. Die 258 Männer und 212 Frauen, die die Selektion überstanden hatten, mussten die demütigende Prozedur mit Ausziehen, sogenannter Desinfektion, Rasur und dem Eintätowieren einer Häftlingsnummer auf ihrem linken Unterarm über sich ergehen lassen. Anne, Margot und Edith Frank wurden in Block 29 des Frauenlagers Birkenau untergebracht. Jede der 212 Frauen aus dem Westerborker Transport, welche die Selektion überlebt hatten, wurde mit einer Zahl zwischen A-25060 und A-25271 tätowiert. Der Buchstabe A war für „Transportjuden“ vorgesehen, mit ihrer hohen Nummer standen sie in der Hierarchie weit unten. Tagsüber mussten sie harte Arbeit verrichten und nachts in überfüllten Baracken frieren. Die anderen Häftlinge beschrieben Anne als stark oder introvertiert. Ihre Sehnsucht und ihr Lebenswille erwiesen sich als treibende Kraft. Dennoch konnte sie den Krankheiten, die wegen der katastrophalen hygienischen Bedingungen im Lager grassierten, nicht entfliehen und infizierte sich mit Krätze. Zum Schutz der anderen Häftlinge wurde sie zusammen mit Margot in einen Isolierblock, den sogenannten Krätzeblock, verlegt. In diesem Isolierblock herrschten noch katastrophalere hygienische Zustände.

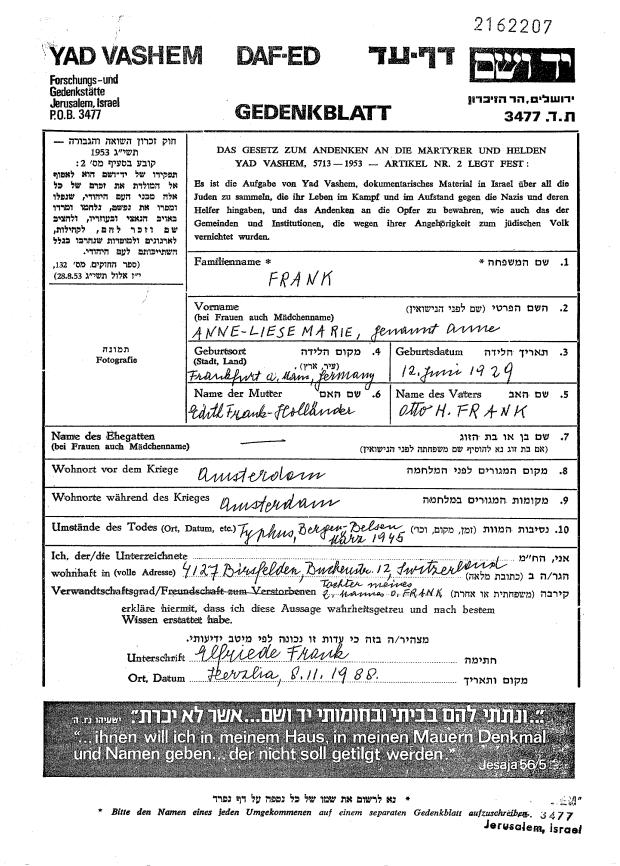
Yad Vashem-Gedenkblatt zu Anne Frank

Da die Alliierten immer näher rückten, entschlossen sich die Nationalsozialisten, Auschwitz allmählich zu räumen. Am 28. Oktober deportierten sie 1308 Frauen aus Birkenau ins KZ Bergen-Belsen. Sie gehörten zu den insgesamt 8000 „kranken, aber potentiell wiederherstellungsfähigen Frauen“, die für einen späteren Einsatz in der Rüstungsindustrie vorgesehen waren. Rosa de Winter schrieb in ihrem Buch Aan de gaskamer ontsnapt! im August 1945, dass in der Nacht des 1. November 1944 der Zug abfuhr, der Anne und Margot nach Bergen-Belsen brachte. Die beiden Schwestern wurden dadurch von ihrer Mutter getrennt.
In Bergen-Belsen kamen Anne und Margot zwei Tage später an. Nach einem acht Kilometer langen Fußmarsch wurden sie zunächst mit anderen Gefangenen in Zelten untergebracht, die jedoch wenig später von einem Sturm zerstört wurden. Die beiden Mädchen verlegte man im Januar 1945 in das „Sternlager“, wo die Häftlinge ihre Zivilkleidung mit dem „Judenstern“ tragen mussten. Dort traf Anne ihre Freundinnen Hannah Goslar und Nanette Blitz wieder, die seit Februar 1944 als „Austauschjüdinnen“ in einem anderen Lagerteil gefangen waren. Bei ihren Gesprächen am Zaun erzählte Anne, die wegen Läusebefalls nur mit einem Tuch bekleidet war, dass sie und ihre Schwester alleine seien, weil sie ihre Eltern für tot hielt. Nanette Blitz beschrieb Anne folgendermaßen: „Sie war da schon ein Skelett. Sie war in eine Decke eingehüllt. Sie konnte ihre eigenen Sachen nicht mehr anziehen, denn die waren voller Läuse.“ Aber Anne zeigte sich trotz ihrer eigenen Krankheit mehr um Margot besorgt.

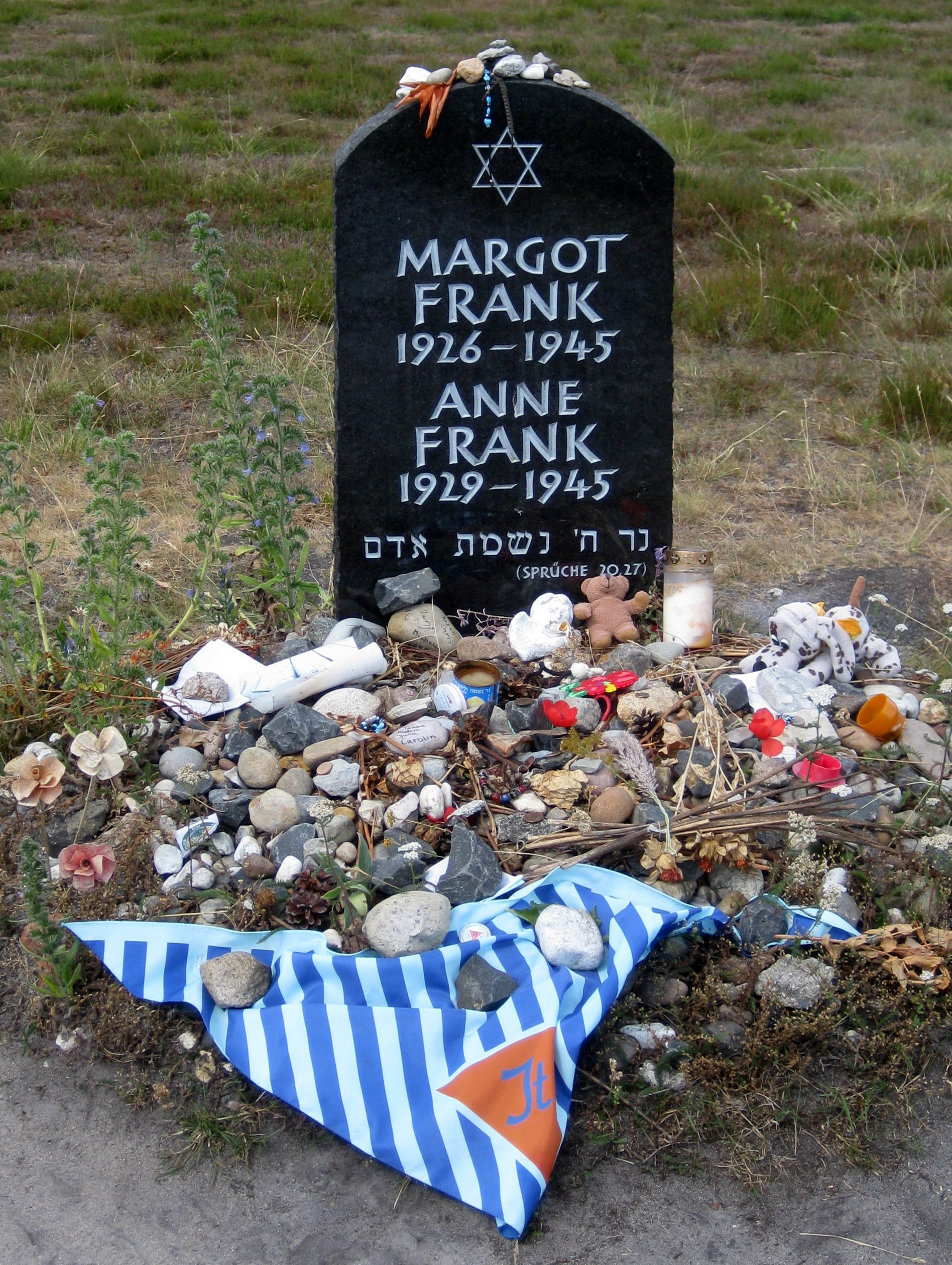
Grabstein für Anne und Margot Frank auf der KZ-Gedenkstätte Bergen-Belsen (2010)

Da immer mehr Gefangene nach Bergen-Belsen gebracht wurden, verschärften sich die hygienischen Mängel im Lager. Im März 1945 begann eine Fleckfieber-Epidemie, an der etwa 17.000 Gefangene starben. Auch Typhus und andere Krankheiten waren im Lager weit verbreitet. Laut Zeugenaussagen fiel Margot geschwächt von ihrer Pritsche und starb. Einige Tage später war auch Anne tot. Die genauen Daten wurden kurz vor dem Kriegsende nicht mehr notiert. Wenige Wochen später, am 15. April 1945, befreiten britische Truppen das Lager. Recherchen der Anne-Frank-Stiftung förderten Ende März 2015 zutage, dass Anne und Margot wahrscheinlich bereits im Februar 1945 gestorben waren. Es ist nicht sicher, welchen Krankheiten Anne und Margot zum Opfer fielen. Die zeitlichen Abläufe und die Symptome, die die Augenzeugen beschrieben, sprechen laut den neuesten Ermittlungen dafür, dass Anne an Fleckfieber starb.
Anne Franks Grab befindet sich auf dem Gelände der Gedenkstätte Bergen-Belsen. Angehörige haben dort nach der Befreiung des KZ einen Gedenkstein für Anne und ihre Schwester Margot errichtet. Der Stein markiert keinen exakten Beisetzungsort, da beide in einem der umliegenden anonymen Massengräber ruhen.
Otto Frank überlebte als Einziger der im Hinterhaus untergetauchten Juden. Nach der Befreiung des KZ Auschwitz-Birkenau durch die Rote Armee am 27. Januar 1945 wohnte er bis 1952 wieder in Amsterdam. Dann siedelte er in die Schweiz nach Basel über, wo seine Schwester lebte. Ein Jahr später heiratete er die gebürtige Wienerin Elfriede Geiringer, deren erster Mann Erich Geiringer und deren Sohn auf dem Todesmarsch nach Mauthausen ums Leben gekommen waren. Bis zu seinem Tod am 19. August 1980 lebte Otto Frank in Birsfelden bei Basel und widmete sich dem Tagebuch seiner Tochter Anne und der Verbreitung der darin enthaltenen Botschaft.

### Nationalität, Identität und Sprache
Anne Frank wurde in Frankfurt am Main in einer deutschen Familie geboren und lebte dort bis zum Sommer 1933. Im Jahr 1933 musste die Familie in die Niederlande auswandern. Hier besuchte Anne die Schule und sprach seit ihrem fünften Lebensjahr meist Niederländisch. Ehemalige Klassenkameraden merkten später an, dass Otto und Edith Frank auch zu Hause kein Deutsch, sondern nur Niederländisch mit Anne und Margot sprachen. Während bei den Eltern ein deutscher Akzent in ihrem Niederländisch zu bemerken war, sprachen beide Kinder akzentfrei. Nach einem Bericht über Geiselerschießungen durch die Gestapo schreibt Anne in ihr Tagebuch:

“Fraai volk, de Duitsers. En daar behoorde ik ook eens toe! Maar nee, Hitler heeft ons allang statenloos gemaakt. En trouwens, er bestaat geen groter vijandschap op de wereld dan tussen Duitsers en Joden.”

„Ein schönes Volk, die Deutschen, und da gehöre ich eigentlich auch noch dazu! Aber nein, Hitler hat uns längst staatenlos gemacht. Und im Übrigen gibt es keine größere Feindschaft auf dieser Welt als zwischen Deutschen und Juden.“

Die obige deutsche Fassung entstammt der Übersetzung von Anneliese Schütz. Doch das niederländische Original verwendet statt Präsens das Präteritum, also gehörte. Eine wörtliche Übersetzung das Halbsatzes würde lauten: „und da gehörte ich einst auch dazu“ – die Partikel eigentlich wurde von der Übersetzerin hinzugefügt.
Anne Frank erklärt in ihrem Tagebuch, wie sie nach dem Krieg Niederländerin werden will, und spricht über die Niederlande als „ihr“ Land. Die niederländische Staatsbürgerschaft konnte sie aber durch ihren frühen Tod nicht mehr erhalten.

“Maak me Nederlander! Ik houd van de Nederlanders, ik houd van ons land, ik houd van de taal, en wil hier werken. En al zou ik aan de Koningin zelf moeten schrijven, ik zal niet wijken vóór mijn doel bereikt is.”

„Macht mich Niederländerin! Ich liebe die Niederländer, ich liebe unser Land, ich liebe die Sprache und will hier arbeiten. Und wenn ich an die Königin selbst schreiben muss, ich werde nicht aufgeben, bevor mein Ziel erreicht ist.“

## Tagebuchausgaben
1950, als die deutsche Ausgabe des Tagebuchs beim Verlag Lambert Schneider herauskam, gab es neben der niederländischen bereits eine französische Publikation. Fünf englische und neun US-amerikanische Verlage hatten das Manuskript abgelehnt. In Deutschland war Anne Franks Tagebuch in den ersten Jahren nach seinem Erscheinen alles andere als populär. Der Verleger schrieb 1952 an den jüdischen Religionsphilosophen Martin Buber in Jerusalem: „Mein sofortiger Einsatz für antinationalsozialistische und judenfreundliche Schriften nach dem Kriege – er ist mir eine Herzensangelegenheit – schafft mir kein Publikum. Man mag hier nicht lesen, was alles geschah, man mag an Schuld und Wiedergutmachung nicht denken, und das bekomme ich deutlich zu spüren.“
Die Originalausgabe von Anne Franks Tagebuch war:
- Anne Frank. Het Achterhuis. Dagboekbrieven 14. Juni 1942 – 1. August 1944.  Contact, Amsterdam 1947.

Die deutsche Erstausgabe war:
- Das Tagebuch der Anne Frank. Übertragung aus dem Niederländischen von Anneliese Schütz, mit einer Einführung von Marie Baum. Lambert Schneider, Heidelberg 1950. (Eine Lizenzausgabe dieser Ausgabe erschien ab 1955 im Fischer Taschenbuch Verlag, Frankfurt am Main, mit einem Vorwort von Albrecht Goes, ohne die Einführung von Marie Baum. In der DDR erschien 1957 eine Lizenzausgabe im Union Verlag Berlin, mit einem Nachwort von Heinrich Grüber. In der 4. Auflage  der Ausgabe (1961) fehlt dieses Nachwort.)

Die gebundene Originalausgabe war bis zum Ende des Verlags Lambert Schneider (1991) lieferbar, zuletzt in der 13. Auflage 1988. In den 70er Jahren fragte Anne Franks Vater Otto Frank bei den Verlegern an wegen einer erweiterten und neuübersetzten Neuausgabe. Dies hätte die Kapazitäten des Verlags zu diesem Zeitpunkt jedoch überschritten.  Stattdessen wurde nach Otto Franks Tod (1980) in den Niederlanden die erste vollständige, textkritische und kommentierte Ausgabe erarbeitet:
- De Dagboeken van Anne Frank. Staatsuitgeverij, Amsterdam 1986. (Herausgegeben vom Rijksinstituut voor Oorlogsdocumentatie, dem Niederländischen Staatlichen Institut für Kriegsdokumentation)

Die deutsche Übersetzung dieser Ausgabe ist:
- Die Tagebücher der Anne Frank. Vollständige Kritische Ausgabe. Einführung von H. Paape, G. van der Stroom u. David Barnouw. Aus dem Niederländischen von Mirjam Pressler. Fischer, Frankfurt am Main 1988, ISBN 3-10-076710-1.

In dieser Kritischen Ausgabe werden drei Versionen des Tagebuchs dokumentiert: Zum einen das ursprüngliche handschriftliche Tagebuch (Teil 1, 2 und 3; Version a), parallel dazu die von Anne Frank selbst auf losen Blättern ausdrücklich zur Veröffentlichung angefertigte Version (b). In der deutschen Ausgabe dieses Buches steht als drittes die von Otto Frank und der Übersetzerin Anneliese Schütz bearbeitete deutsche Erstausgabe (Heidelberg 1950).

## Gedenkstätten und -baum

### Anne-Frank-Statuen

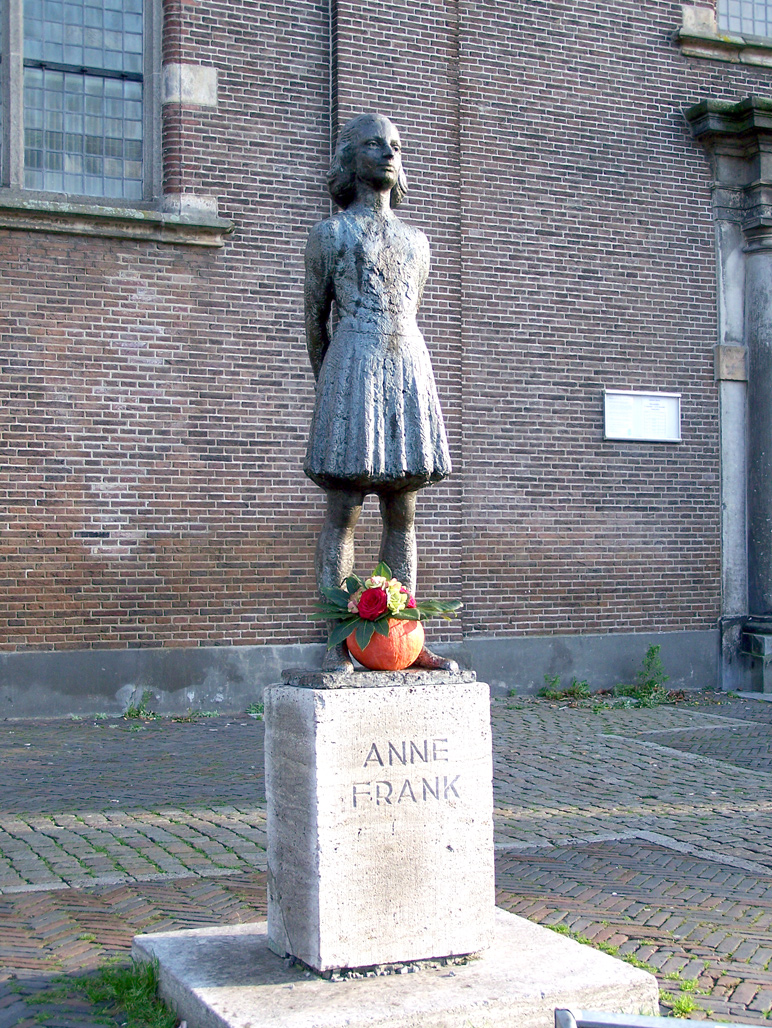
Anne-Frank-Statue in Utrecht, Bildhauer: Pieter d’Hont

Weltweit wurden zahlreiche Statuen zur Erinnerung an Anne Frank errichtet, darunter im kanadischen Edmonton, in Arubas Hauptstadt Oranjestad, in New Orleans, in Buenos Aires (Kopie der Statue von Amsterdam) und in Utrecht.

### Anne-Frank-Haus
Am 3. Mai 1957 gründete eine Gruppe um Otto Frank die Anne Frank Foundation („Anne Frank Stiftung“), um das Haus in der Prinsengracht 263 vor dem Verfall zu retten und es der Öffentlichkeit zugänglich zu machen. Als primäres Ziel nannte Otto Frank den Kontakt und die Kommunikation zwischen jungen Menschen mit verschiedenen Kulturen, Religionen oder ethnischen Hintergründen, um Intoleranz oder rassistischer Diskriminierung entgegenzuwirken. Das Museum und Dokumentationszentrum im Anne-Frank-Haus wurden am 3. Mai 1960 eröffnet.

### Ehemalige Wohnorte der Franks
2005 wurde die frühere Wohnung am Merwedeplein 37 in Amsterdam in den Zustand zurückversetzt, in dem sie war, als die Familie Frank dort wohnte. Sie steht Schriftstellern, die in ihrer Heimat nicht frei arbeiten können, für jeweils ein Jahr zur Verfügung. Im Februar 2015 verlegte Gunter Demnig vor dem Haus vier Stolpersteine für Anne, Margot, Edith und Otto Frank.
Gedenktafeln gibt es in Frankfurt an den früheren Wohnungen der Franks im Marbachweg 307 und an der Ganghoferstraße 24. Im Stadtteil Dornbusch wurden weitere Denkmale eingerichtet. Außerdem ist Anne Frank auf der Frankfurter Treppe zu sehen.
Vor der letzten frei gewählten Wohnung der Familie Frank am Pastorplatz 1 in Aachen erinnern im Gehweg eingelassene Stolpersteine, die Demnig im Juni 2009 verlegte, sowie ein Gedenkstein vor dem nicht mehr existenten Haus der Großmutter an das Schicksal der Familie.

### Villa Spitzer
Ein Denkmal vor der „Villa Spitzer“ („Villa Laret“) unweit des luxuriösen Hotels „Waldhaus“ erinnert an die Ferienaufenthalte Anne Franks 1935 und 1936 in Sils im Engadin/Segl im Anwesen ihrer Pariser Großtante Olga Spitzer. Eine Vase, die sie zum Abschied 1936 ihrer Ferienfreundin Tosca Nett aus dem Ort schenkte, ist heute Teil der Sammlung des Nietzsche-Hauses in Sils.

### Anne-Frank-Baum
Ein Kastanienbaum, den Anne Frank von ihrem Versteck aus sehen konnte und im Tagebuch erwähnte, wurde als Anne-Frank-Baum bekannt. Er wurde im August 2010 durch ein Unwetter zerstört. Ableger des Baums wurden u. a. an einer Schule in Frankfurt am Main und bei den Vereinten Nationen in New York City gepflanzt.

## Forschungs- und Bildungseinrichtungen

### Anne-Frank-Fonds
1963 gründete Otto Frank mit seiner zweiten Ehefrau Elfriede Frank in Basel den Anne Frank Fonds als Wohltätigkeitsstiftung. Er vermachte das Urheberrecht am Tagebuch dem Fonds mit der Auflage, dass die ersten 80.000 Schweizer Franken der jährlichen Einnahmen seinen Erben zukommen und das restliche Geld für Projekte eingesetzt wird, die die Verwaltung als würdig ansieht. Der Fonds finanziert die medizinische Behandlung der Gerechten unter den Völkern und kümmert sich um die Erziehung der Jugend gegen Rassismus. Dazu unterstützt der Fonds weltweit zahlreiche Projekte und arbeitet mit diversen Partnern zusammen. Dem United States Holocaust Memorial Museum in Washington, D.C. hat der Fonds für eine Ausstellung 2003 einige Blätter von Annes Aufzeichnungen zur Verfügung gestellt. Von 1996 bis 2015 war Annes Cousin Buddy Elias Präsident des Fonds.
Am 29. Dezember 2015 urteilte ein Gericht in Amsterdam in einem Rechtsstreit mit dem Fonds, dass eine begrenzte Anzahl von Texten aus den Tagebüchern von Anne Frank für wissenschaftliche Zwecke kopiert und veröffentlicht werden dürfen. Ansonsten gelte auch 70 Jahre nach Anne Franks Tod das Urheberrecht, weil dies durch eine 1986 erschienene Ausgabe mit bisher unveröffentlichten Texten um 50 Jahre verlängert worden sei. Trotzdem veröffentlichten der Informationswissenschaftler Olivier Ertzscheid von der Universität Nantes und die Politikerin Isabelle Attard unmittelbar nach Ablauf der 70-Jahre-Frist das niederländische Original des Tagebuchs im Internet.

### Anne Frank Zentrum
Am 12. Juni 1998 wurde das Anne Frank Zentrum in Berlin gegründet, dessen Ursprung auf eine Initiative aus dem Jahr 1994 zurückgeht. Die gemeinnützige Einrichtung hat ihren Sitz in Berlin-Mitte, seit 2002 in der Rosenthaler Straße unmittelbar neben den Hackeschen Höfen. Für die Öffentlichkeit ist dort die ständige Ausstellung »Alles über Anne« zu sehen, die mit dem Anne-Frank-Haus und dem Baseler Fonds erarbeitet wurde und in dieser Form seit November 2018 gezeigt wird. Für Schulklassen und Jugendgruppen werden gesonderte pädagogische Programme innerhalb der Ausstellung angeboten. Ebenso werden die deutschen Anne-Frank-Wanderausstellungen von hier aus koordiniert.

### Bildungsstätte Anne Frank
Die „Bildungsstätte Anne Frank“ ist ein Bildungszentrum in Anne Franks Geburtsstadt Frankfurt am Main. Die Einrichtung, die als Jugendbegegnungsstätte gegründet wurde und 2013 in eine Bildungsstätte umbenannt wurde, soll Jugendlichen und Erwachsenen eine Möglichkeit zur Auseinandersetzung mit der Geschichte des Nationalsozialismus und ihren vielfältigen Bezügen zur Gegenwart bieten. Am 12. Juni 2018 wurde dort nach einer Neukonzeption als Dauerausstellung das Lernlabor „Anne Frank. Morgen mehr.“ eröffnet. Die Ausstellung wird vom Anne-Frank-Haus, dem Fonds und dem Förderprogramm Demokratie leben unterstützt.

### Schildkraut-Archiv
Der Schauspieler Joseph Schildkraut, der in zwei Filmen Otto Frank darstellte, sammelte in seinem Archiv Briefe, Dokumente und Fotos der Familie Frank. Eine Reihe von Dokumenten stammt aus dem Besitz des Vaters. Das Archiv wurde am 5. November 2012 im Auktionshaus Doyle in New York versteigert.

## Anne Frank in den Medien
Anne Franks Leben und die Schriften wurden in zahlreichen Theaterstücken, Filmen, Büchern und anderen Werken dokumentiert und gewürdigt.

### Theater
- Mitte der 1950er Jahre schrieben die Hollywood-Drehbuchautoren Albert Hackett und Frances Goodrich das Theaterstück Das Tagebuch der Anne Frank, basierend auf dem Tagebuch. Das Stück wurde im Oktober 1955 uraufgeführt und erlebte seitdem zahlreiche Wiederaufführungen.[77]
- 1985 erschien das Musical Yours, Anne im Playhouse 91 in New York; Libretto: Enid Futterman; Musik: Michael Cohen; Regie: Arthur Masella. Darstellerin der Anne war Trini Alvarado.[78] Es hatte laut Futterman "moderaten Erfolg".[79] Das Musical wurde seitdem an diversen internationalen Bühnen inszeniert, unter anderem 1990 in England und in einer überarbeiteten Version 2010 in den Niederlanden.[80]
- 1997 wurde am Broadway eine neue, von Wendy Kesselman adaptierte Fassung dieses Theaterstücks vorgestellt, die von James Lapine geleitet wurde und in der Natalie Portman die Hauptrolle übernahm.[81]
- In Frankreich brachte das Théâtre Essaïon das Musiktheaterstück Anne, le musical (2007) von Jean-Pierre Hadida in einer Inszenierung von Pierre-Yves Duchesne und Christine Giua heraus. 2019 wurde dieses Musical in New York off-broadway gezeigt.[82][83] Nach einer coronabedingten Pause wurde es 2023 am Actors Temple Theater wiederaufgenommen.[84]
- Am 28. Februar 2008 wurde das Musical "El diario de Ana Frank: Un canto a la vida!" im Madrider Calderón-Theater uraufgeführt und international kontrovers diskutiert.[85][86][87]
- In der Spielzeit 2015/16 kam das Ballett Anne Frank von Choreograf Reginaldo Oliveira am Staatstheater Karlsruhe zur Uraufführung.[88]
- 2020/2021: Anne Frank. Dokumentarisch-biographisches Theater mit Objekten und Puppen. Ab 12 Jahren. Theater Die Artisanen, Berlin[89] Bundesweite Spielorte, z. B. Kempen, Januar 2021

### Film
- Die einzig bekannte originale Filmaufnahme von Anne Frank stammt aus dem Jahr 1941. Sie dauert 20 Sekunden und zeigt ihre Nachbarin an ihrem Hochzeitstag am 22. Juli. Anne Frank blickt aus dem Fenster im zweiten Stock ihres Hauses in Amsterdam, Merwedeplein 37.[90][91]
- Hackett und Goodrich schrieben auf der Basis ihres Theaterstücks auch das Drehbuch für den Kinofilm Das Tagebuch der Anne Frank von 1959, der drei Oscars erhielt und für weitere fünf nominiert war.[77] Millie Perkins spielte die Hauptrolle.
- 1980 erschien eine Neuverfilmung unter demselben Titel, für den erneut Hackett und Goodrich das Drehbuch schrieben und in dem Melissa Gilbert Anne Frank darstellte.[92]
- 1987 erschien der britische Fernsehfilm Das Tagebuch der Anne Frank mit Katharine Schlesinger.[93]
- 1995 gab es unter der Regie von Jon Blair die Dokumentation Anne Frank – Zeitzeugen erinnern sich, in der neben Miep Gies auch Freundinnen und Überlebende der Konzentrationslager Auschwitz und Bergen-Belsen zu Wort kommen.[94] Der Film wurde bei der Oscarverleihung 1996 mit dem Oscar in der Kategorie „Bester Dokumentarfilm“ ausgezeichnet.
- 2001 erschien der zweiteilige Film Anne Frank, der auf Melissa Müllers Buch (siehe Literatur) beruht und Anne Franks Leben erstmals bis zum Ende im KZ zeigt. Unter der Regie von Robert Dornhelm spielte Hannah Taylor-Gordon die Hauptrolle.[95]
- Im gleichen Jahr war Gerrit Nettens niederländischer Dokumentarfilm Het Korte Leven van Anne Frank (The Short Life of Anne Frank) zu sehen.[96]
- 2009 folgte die von der BBC produzierte TV-Miniserie Das Tagebuch der Anne Frank.[97]
- 2015 wurde das Dokudrama Meine Tochter Anne Frank des Hessischen Rundfunks mit Mala Emde in der Hauptrolle erstmals ausgestrahlt.[98]
- 2016 kam Hans Steinbichlers Verfilmung Das Tagebuch der Anne Frank in die Kinos, bei der Lea van Acken das jüdische Mädchen mit einem Schwerpunkt auf der persönlichen Entwicklung darstellte.[99]
- 2021 folgte Wo ist Anne Frank, ein historischer Animationsfilm von Ari Folman, der im Juli 2021 bei den Internationalen Filmfestspielen von Cannes 2021 seine Premiere feierte.[100]

### Hörspiel
- 1985 schrieb Marei Obladen das Hörspiel Das Tagebuch der Anne Frank – Wird es nicht unglaublich erscheinen, wie wir hier gelebt haben. Das Hörspiel, das unter der Regie von Jörg Jannings als Koproduktion von RIAS Berlin und Deutsche Grammophon entstand, erhielt 1986 den Terre-des-Hommes-Kinderhörspielpreis.

### Dichtung
- Der US-amerikanische Schriftsteller Philip Roth schildert in seinem fiktiven Roman The Ghost Writer von 1979, wie Anne Frank den Zweiten Weltkrieg übersteht und anonym als Schriftstellerin in den USA lebt.[101]
- Der Science-Fiction-Autor Geoff Ryman präsentiert Anne Frank in seinem zunächst online veröffentlichten Roman 253 als ältere Passagierin in einem Wagen der London Underground.[102]

### Musik
- Der russische Komponist Grigori Samuilowitsch Frid schrieb 1969 die Oper Das Tagebuch der Anne Frank für eine Sängerin.[103] Ulrike Patow besorgte die Textzusammenstellung aus dem Tagebuch.
- Bernard Kops schildert in seinem Drama Dreams of Anne Frank von 1992 das Leben im Hinterhaus mit Elementen aus Fantasy und Musik.[104]
- Der britische Komponist Robert Steadman schuf zu Ehren von Anne Franks 75. Geburtstag ein 20-minütiges Werk für Chor und Saiteninstrumente mit dem Titel Tehillim for Anne.[105] Es enthält die hebräischen Texte von drei Psalmen, die vom Chor wie ein bellender Mob geschrien werden. Das Werk hatte im November 2004 in Southwell Minster in Nottinghamshire unter der Leitung von Nicholas Thorpe seine Premiere.[105]
- Das 75-minütige Chor- und Ensemble-Werk Annelies des britischen Komponisten James Whitbourn enthält originale Texte aus dem Tagebuch und wurde erstmals am 5. April 2005 in der Cadogan Hall in London aufgeführt.[106][107]
- Der spanische Regisseur Rafael Alvero präsentierte 2008 ein Musical über Anne Franks Leben. Das Werk, in dem die Kubanerin Isabella Castillo die Hauptrolle spielt, wurde im Teatro Häagen-Dazs Calderón in Madrid aufgeführt.[108]
- Das Chorwerk The Beauty That Still Remains (2014) des norwegischen Komponisten Marcus Paus enthält originale Texte aus dem Tagebuch. Es wurde von der norwegischen Regierung zum 70. Jahrestag des Endes des Zweiten Weltkriegs im Jahr 2015 in Auftrag gegeben.[109]
- Die Oper Anne Frank der israelisch-amerikanischen Komponistin Shulamit Ran auf ein Libretto von Charles Kondek wurde am 3. März 2023 im Musical Arts Center der Indiana University Bloomington uraufgeführt.[110]
- Das Oratorium Annes Passion des ukrainischstämmigen jüdischen Komponisten Evgeni Orkin nach Texten von Anne Frank wurde vom Akademischen Chor der Universität Tübingen zusammen mit der Württembergischen Philharmonie Reutlingen am 30. Januar 2025 anlässlich des 80. Todestages 2025 in der Stiftskirche Tübingen uraufgeführt.[111][112]

### Weitere Medien
- Der Maler Marc Chagall illustrierte eine limitierte Ausgabe des Tagebuchs.[113]
- Für die Ausstellung documenta 7, die 1982 stattfand, fertigte der deutsche Künstler Felix Droese eine Papierschnitt-Installation mit dem Titel Ich habe Anne Frank umgebracht.[114]
- 1992 schuf der deutsche Künstler Wolf Vostell ein Gemälde mit dem Titel Hommage an Anne Frank.[115]
- Am 11. November 2007 gab der brasilianische Choreograph Carlos Cortizo in Nürnberg die Uraufführung des Tanztheaterstücks Anne Frank.[116]
- Im Dezember 2010 veröffentlichten Ernie Colón und Sid Jacobson ihre Graphic Novel Das Leben von Anne Frank. Eine grafische Biografie.[113]
- Zum 70. Jahrestag der Erstveröffentlichung erschien im Oktober 2017 das Tagebuch der Anne Frank als „Graphic Diary“. Das Werk der Künstler Ari Folman und David Polonsky wurde vom Anne-Frank-Fonds autorisiert.[113]
- Die Youtube-Serie Anne Frank Video-Tagebuch aus dem Jahr 2020 zeigt Anne Franks Leben im Hinterhaus unter der fiktiven Annahme, dass sie statt ihres Tagebuchs eine Videokamera gehabt hätte.[117]

## Würdigungen
Im Juni 1999 veröffentlichte das Magazin Time eine Sonderausgabe mit dem Titel TIME 100: Heroes & Icons of the 20th Century. In der Liste der hundert einflussreichsten Politiker, Künstler, Erfinder, Wissenschaftler und Ikonen erscheint auch der Name Anne Frank. Roger Rosenblatt, der Autor von Children of War, schrieb in seinem Eintrag zu Anne Frank:

„Die Leidenschaften, die das Buch entzündet, suggerieren, dass Anne Frank allen gehört, dass sie über den Holocaust, das Judentum, die Mädchenzeit und sogar die Tugend hinausgewachsen und zu einer Totemfigur der modernen Welt geworden ist – der moralische, individuelle Geist, der von der Maschinerie der Zerstörung besetzt ist und auf das Recht pocht, für die Zukunft der Menschen zu leben, zu fragen und zu hoffen.“

Das gleiche Magazin veröffentlichte auch ein Foto von Anne Frank in der Reihe 100 Photos that Changed the World (100 Fotos, die die Welt veränderten). In der Liste Die 100 Bücher des Jahrhunderts von Le Monde wählten die Franzosen das Buch auf Platz 19.
Miep Gies wehrt sich in einem Nachwort zu Melissa Müllers Biographie von Anne Frank jedoch gegen die Ansicht, dass Anne die sechs Millionen Opfer des Holocausts symbolisiere. Das Leben und der Tod des Mädchens seien ihr individuelles Schicksal. Dieses Schicksal könne jedoch helfen, das weltweite Leid durch den Holocaust zu fassen. Melissa Müller selbst schreibt am Ende ihres Buches:

„Die mordenden Nazis und ihre schweigenden Helfer konnten Anne ihr Leben nehmen – ihre Stimme jedoch nicht. […] An Annes Glauben an sich selbst scheiterte der Naziterror. Er sollte sie töten, machte sie aber nicht mundtot.“

## Gedenkorte und Erinnerung
- Gedenktafel mit Zitat aus ihrem Abschiedsbrief und Kurzbiographie in mehreren Sprachen am Denkmal Monumento alla Resistenza europea in Como, Italien
- Himmelskörper: Ein Asteroid bekam den Namen (5535) Annefrank. Er wurde 1942 entdeckt, in dem Jahr, als Anne ihr Tagebuch begann und ihr Versteck bezog.[123]
- Schulen: Die meisten Anne-Frank-Schulen befinden sich in Deutschland und anderen europäischen Ländern. Dazu gehört auch die Montessori-Schule in Amsterdam, die sie selbst von 1934 bis 1941 besuchte.[124]
  - Kindertagesstätten. Nicht durchgeführt wurden betriebene Umbenennungen von nach Anne Frank benannten Kitas in Elxleben (auf Elchzwerge, 2021) und in Tangerhütte (auf Weltentdecker), 2023, jeweils D.[125] Für Reinhard Schramm, den Vorsitzenden der Jüdischen Landesgemeinde Thüringen, ist dieser Vorgang „in einer Zeit des erstarkenden Antisemitismus“ erschreckend.[126]

- Straßen und Plätze: Viele Straßen und Plätze wurden nach Anne Frank benannt.[127][128] In ihrer Heimatstadt Frankfurt gibt es außerdem die Anne-Frank-Siedlung.
- Jährlich am 12. Juni veranstaltet das Anne Frank Zentrum einen Aktionstag an Schulen.[129]